# Brutta
Brutta è una canzone scritta da Bruno Zucchetti e Giuseppe "Beppe" Dati e cantata da Alessandro Canino nel 1992 al 42º Festival di Sanremo: arriva sesto nella categoria Novità. 

## Descrizione
Viene inserita nell'album Alessandro Canino e diventerà uno dei tormentoni estivi di quell'anno, partecipando al Cantagiro. La canzone viene esportata e tradotta in spagnolo con il titolo di Fea.

## Tracce
1. Brutta
2. Brutta (strumentale)

## Classifiche

### Classifiche settimanali
| Classifica (1992) | Posizione massima |
| ----------------- | ----------------- |
| Italia            | 8                 |